# خلنج جانبي
خلنج جانبي (الاسم العلمي:Erica lateralis) هو نوع من النباتات يتبع جنس الخلنج من الفصيلة الخلنجية.